# Cytaeis pusilla
Cytaeis pusilla är en nässeldjursart som beskrevs av Gegenbaur 1856. Cytaeis pusilla ingår i släktet Cytaeis och familjen Cytaeididae. Inga underarter finns listade i Catalogue of Life.